# 5566
I 5566 sono una boy band taiwanese formatasi nel 2002; hanno un contratto con la compagnia manageriale Jungiery e pubblicano i loro lavori con l'etichetta discografica Warner Music. Il loro nome deriva dal numero dei membri originali, cinque (Zax Wang, Jason Hsu, Sam Wang, il leader del gruppo Tony Sun e l'ex-membro Rio Peng), ed al fatto che lavorano nei sei campi dell'industria dello spettacolο (musica, serie televisive, conduzione televisiva, moda, spot pubblicitari e danza). I membri del gruppo hanno recitato tutti insieme in tre serie televisive: My MVP Valentine, Westside Story e, con l'esclusione di Jason Hsu, Mr. Fighting. Hanno inoltre pubblicato quattro album studio (1st Album, Boyfriend, Long Time No See e Bravo), due raccolte (C'est Si Bon Greatest Hits, I Love 56 - Re-emerging Legends: 5 Years Greatest Hits), hanno partecipato alle colonne sonore di quattro serie televisive (My MVP Valentine, Westside Story OST, Mr. Fighting e Ying Ye 3 Jia ) ed a tre compilation pubblicate dalla Jungiery.

## Esperienze soliste
I 5566 non lavorano solamente come un gruppo, ognuno dei suoi membri ha alle spalle dei lavori solisti. Sam Wang ha recitato in diverse serie televisive senza i suoi compagni, oltre a militare in un'altra boy band della medesima compagnia manageriale, i 183 Club. Tony Sun lavora nel dietro le quinte della sua compagnia manageriale e, insieme a Zax Wang, ha all'attivo varie partecipazioni a teen drama e serie televisive, mentre Jason Hsu ha partecipato a spot televisivi e, insieme a Zax Wang, conduce dal 2002 il varietà televisivo del canale SETTV Showbiz (完全娛樂 / Wan Quan Yu Le). Come gruppo, i 5566 hanno condotto i programmi televisivi Young Guns (少年特攻隊 / Shao Nian Te Gong Dui) della TTV, dal 2002 al 2007, e Dou Zhen Ju Le Bu (鬥陣俱樂部) della CTS, dal 2004 al 2005.

## Storia

### Origini
Tony Sun ha fatto gavetta negli anni '90 pubblicando diversi album solisti, nei quali cantava canzoni nel dialetto taiwanese minnan ma ha abbandonato la precedente carriera canora per affrontare il servizio militare. Ha avuto la possibilità di tornare nel mondo dello spettacolo poiché ha sempre mantenuto il contratto con la medesima compagnia manageriale, la Jungiery.
Zax Wang è stato membro della boy band POSTM3N, che ha avuto vita breve. Dopo lo scioglimento del gruppo, il manager capo della Jungiery gli ha offerto la partecipazione alla nuova band della compagnia, i 5566.
Sam Wang era un giocatore di calcio nazionale, ha abbandonato lo sport per firmare un contratto con la Jungiery ed unirsi alle due boy band nelle quali milita.
Jason Hsu era precedentemente un modello, e recitava soprattutto negli spot commerciali. Questi ultimi gli hanno permesso di essere notato dalla compagnia per il suo bell'aspetto.

### 2002
I 5566 sono stati formati, il 21 gennaio 2002, dal manager capo della Jungiery Sun De Rong, conosciuto anche come Sun Zhong.
Il debutto della boy band ha portato loro immediato successo e diverse critiche musicali e del pubblico, poiché il gruppo è stato costruito a tavolino. La rivalutazione dei membri della band è avvenuta con la loro partecipazione alla prima serie televisiva in cui hanno recitato tutti insieme, My MVP Valentine, la quale ha portato la fama anche agli attori/cantanti Angela Zhang e Johnny Yan.
Poco dopo questo primo drama, durante le riprese di un varietà televisivo Rio Peng ha subito un infortunio, e si è allontanato dalla band per usufruire delle cure mediche. Si è successivamente scoperto che avrebbe lasciato il gruppo per formare la propria compagnia manageriale, la Wingman Entertainment.
Nel dicembre dello stesso anno, i 5566 hanno pubblicato il loro primo album studio, che ha venduto 240 000 copie solo a Taiwan. Da allora, il gruppo ha pubblicato due ulteriori versioni rivisitate dello stesso album.

### 2003
Le attività promozionali per l'album di debutto del gruppo sono continuate fino ai primi mesi del 2003, non solo a in patria ma in tutto il Sudest asiatico. Alla fine delle promozioni, i membri sono tornati davanti alle telecamere per iniziare le riprese della loro seconda serie televisiva insieme, Westside Story, oltre ad aver partecipato alla sua colonna sonora, ben piazzatasi nelle classifiche di vendita nazionali.
Lo stesso anno ha visto la nascita di una diversa strategia di mercato della Jungiery, che ha usufruito del successo ottenuto dai 5566 per creare altri gruppi ed artisti a loro simili. Ne è la prova la colonna sonora di Westside Story, alla quale hanno partecipato l'ormai defunto gruppo bubblegum pop R&B, e Cyndi Wang in un duetto con Tony Sun.
Nel frattempo, l'ex-membro Rio Peng si dava da fare con la sua Wingman Entertainment, che fino al 2006 aveva il diverso nome di Corvette Entertainment, sponsorizzando il gruppo canoro e di danza K One. Il gruppo non ha ottenuto il successo sperato con il primo album, ed ha quindi deciso di passare alla Jungiery.

### 2004
Nel 2004, Sam Wang ha recitato in un ruolo di supporto nella serie televisiva Top on the Forbidden City, il cui cast principale era composto proprio dai K One. La sigla del drama, Twist the Fate, è stata una collaborazione tra tale gruppo e i 5566.
Durante il periodo in cui Top on the Forbidden City è stato trasmesso, i 5566 hanno partecipato alla campagna pubblicitaria per la catena di negozi Seven Eleven, registrando per essa il jingle C'est si bon. La catena commerciale ha, inoltre, smerciato delle varietà di cibi pronti basate sulle idee del gruppo.
Alla fine della trasmissione di Top on the Forbidden City, è stato trasmesso un altro drama con protagonista Cyndi Wang, Le Robe Mariage des Cieux, alla cui colonna sonora hanno partecipato anche i 183 Club di Sam Wang. Quando l'ex gruppo R&B si è sciolto ed ha lasciato la Jungiery, i 183 Club hanno subito un'impennata di successo che, nella Cina continentale, ha superato quello dei 5566.
Poche settimane più tardi, i 5566 hanno pubblicato il loro primo album di raccolta, intitolato C'est Si Bon Greatest Hits, che presentava canzoni tratte dai tre precedenti album studio e tre canzoni inedite, una delle quali era la versione completa del jingle per la campagna pubblicitaria dei Seven Eleven, C'est Si Bon, cantata questa volta in duetto col nuovo gruppo femminile 7 Flowers.
Il 2004 è l'anno in cui Jason Hsu ha per la prima volta recitato in una serie televisiva da solo, In Love With A Rich Girl, insieme alla sua ex-controparte femminile di My MVP Valentine e 100% Senorita, Chen Qiao En delle 7 Flowers. Gli altri tre membri dei 5566 hanno fatto delle apparizioni in dei cameo nel primo episodio della serie.

### 2005
5566 hanno dato avvio al 2005 con una nuova serie televisiva, Mr. Fighting, con tanto di partecipazione alla colonna sonora, che tuttavia non ebbe il successo sperato. Nello stesso periodo sono sorte delle controversie tra la Avex Trax e la Jungiery, con conseguente abbandono di quest'ultima in favore della Warner Music.
Nell'estate dello stesso anno è andato in onda una serie televisiva in cui Sam Wang ha avuto un ruolo di supporto, insieme a Joyce Zhao delle 7 Flowers. Il nome del drama era The Prince Who Turns Into a Frog, con protagonisti il compagno di band di Sam Wang nei 183 Club Ming Dao, e Joe Chen delle 7 Flowers.
Poco prima della fine della trasmissione della serie, i 5566 hanno pubblicato il loro terzo album studio, Long Time No See, il primo sotto la nuova etichetta Warner Music. Caratteristica di tale album è la maggior presenza vocale di Tony Sun rispetto agli altri membri.

### 2006
Il 2006 è stato un anno di pausa per il gruppo, tuttavia Tony Sun e Zax Wang hanno continuato a recitare in alcune serie televisive nella Cina continentale. Sam Wang si è dedicato ai 183 Club, recitando insieme agli altri membri nel teen drama The Magicians of Love, andato in onda nei primi mesi dell'anno, e pubblicando un album studio durante l'estate. Jason Hsu è rimasto inizialmente a Taiwan a causa delle partecipazioni ad alcuni spot pubblicitari e campagne promozionali, più tardi ha recitato nel film The Sassy Teacher ed è volato nelle Filippine poiché gli è stato assegnato un ruolo in una serie televisiva locale, Captain Barbell.
Il 19 novembre dello stesso anno è nata Le Le, figlia di Zax Wang e della showgirl Ji Qin.
I 5566 hanno partecipato ai quarantunesimi Golden Bell Awards come conduttori, e si sono esibiti in diverse canzoni presenti nelle colonne sonore delle serie televisive alle quali hanno partecipato.

### 2007
Per dare un buon inizio all'anno, il gruppo è apparso nella terza compilation degli artisti della Jungiery, Love Miracle III, comprendente anche alcune canzoni inedite. I 5566 hanno specialmente registrato due nuovi canzoni per l'album, Red Youth Is Knocking e On Fire, quest'ultima utilizzata anche come sigla della versione cinese del film Ghost Rider. Per il video di tale canzone, ha collaborato con i 5566 il gruppo di arti marziali della Jungiery, i Tai Chi, che vantavano una precedente collaborazione vocale e visuale con la band per la canzone One World One Dream, tratta dal terzo album.
A maggio dello stesso anno, i 5566 hanno pubblicato una seconda raccolta dei loro lavori, intitolata I Love 56 - Re-emerging Legends: 5 Years Greatest Hits. L'album è stato pubblicato esclusivamente nella Cina continentale, e non presentava nessuna canzone inedita.
Il 2007 è stato l'unico anno in cui tutti i membri del gruppo hanno ottenuto dei ruoli da protagonisti in diverse serie televisive, a partire da Zax Wang, che a febbraio ha recitato a fianco della cantante taiwanese Pace Wu nel drama God of Cookery (pinyin: Shi Shen). In estate, Jason Hsu ha recitato nella famosa serie Ying Ye 3 Jia 1 insieme alla "coppia" di The Prince Who Turns Into a Frog, Ming Dao e Joe Chen, mentre Sam Wang ha interpretato il ruolo del protagonista nel drama Mean Girl A Chu (pinyin: E nü Ah Chu). Tony Sun, infine, ha recitato in estate in una serie televisiva di arti marziali, collaborazione tra Taiwan, Cina continentale ed Hong Kong, intitolata  The Sword and the Chess of Death, ed in autunno è tornato in patria per il drama Full Count (Ai Qing, Liang Hao San Huai).
Il 24 novembre 2007, i 5566 hanno partecipato come presentatori ai quarantaduesimi Golden Bell Awards ma, a differenza dell'anno precedente, non si sono esibiti in nessuna loro canzone.

### 2008
Il gruppo ha inaugurato il nuovo anno con la pubblicazione del quarto album studio, Bravo, presente nei negozi già dal 4 gennaio a Taiwan e dall'8 gennaio in Cina, Singapore e Malaysia. La canzone che dà il titolo all'album, Bravo (喝采 / He Cai), è stata composta in tema delle Olimpiadi di Pechino 2008. Tre canzoni tratte dall'album, Bravo (喝采 / He Cai), Roaming In China (漫游中國 / Man You Zhong Guo) e Bright Moon (月兒光光 / Yue Er Guang Guang), hanno scalato le classifiche di vendita anche a Singapore, portando nella mente del manager del gruppo Sun De Rong l'idea di concentrare gli sforzi di mercato verso regioni diverse dalla patria Taiwan.
Sempre in gennaio, i 5566 hanno doppiato la versione cinese del programma Animal Winter Olympics, del canale Animal Planet, andato in onda però il 9 ed il 10 febbraio.
Il 30 aprile 2008, i 5566 sono stati invitati a Pechino per la cerimonia del conto alla rovescia per i 100 giorni dalle olimpiadi, e vi hanno cantato la canzone Hero (英雄) insieme a Chris Yu (游鴻明). Il gruppo ha inoltre partecipato alla canzone tema ufficiale delle Olimpiadi, il cui video è stato girato di fronte alle porte della Città Proibita, Beijing huangying ni, insieme ad altri 100 cantanti provenienti da Cina, Taiwan ed Hong Kong, tra cui figurano Leehom Wang, Jolin Tsai, Kenji Wu KeQun e Vivian Hsu.
Per quanto riguarda le questioni personali, il 28 luglio 2008 è nato il secondo figlio di Zax Wang, Yaya, ed il cantante si è sposato l'11 dicembre con la moglie Ji Qin nell'isola di Guam.

## Discografia
| Titolo cinese                             | Titolo inglese                          | Note                                                            |
| ----------------------------------------- | --------------------------------------- | --------------------------------------------------------------- |
| MVP 情人 電視原聲帶                       | My MVP Valentine OST                    | Colonna sonora                                                  |
| 一光年                                    | 1st Album                               | Primo album studio - 2002                                       |
| 西街少年 電視原聲帶                       | Westside Story OST                      | Colonna sonora                                                  |
| 摯愛                                      | Boyfriend                               | Secondo album studio - 2004                                     |
| 紫禁之巔 電視原聲帶                       | Top Of The Forbidden City OST           | Colonna sonora                                                  |
| 最棒冠軍精選                              | C'est Si Bon                            | Raccolta                                                        |
| 格鬥天王 電視原聲帶                       | Mr. Fighting OST                        | Colonna sonora                                                  |
| 《愛的奇蹟 喬傑立巨星最紅偶像劇情歌精選》 | Love Miracle I                          | Compilation delle migliori canzoni degli artisti della Jungiery |
| 好久不見                                  | Long Time No See                        | Terzo album studio - 2005                                       |
| 《愛的奇蹟II 跳舞吧!                      | Love Miracle II - Come On Party!        | Compilation delle migliori canzoni degli artisti della Jungiery |
| 《愛的奇蹟III 搖滾萬歲》                  | Love Miracle III - I Love Rock And Roll | Compilation delle migliori canzoni degli artisti della Jungiery |
| 《我愛56 - 傳說再現5年極精選》            | I Love 56 - Retelling The First 5 Years | Raccolta                                                        |
| 櫻野三加一 電視原聲帶                     | Ying Ye 3+1 OST                         | Colonna sonora                                                  |
| 喝采                                      | Bravo                                   | Quarto album studio - 2008                                      |

## Filmografia
| Titolo cinese  | Titolo inglese                            | Note                               |
| -------------- | ----------------------------------------- | ---------------------------------- |
| MVP 情人       | My MVP Valentine                          |                                    |
| 麻辣鮮師       | Happy Campus                              |                                    |
| 海豚灣戀人     | At Dolphin Bay                            | Partecipazione come ospiti (cameo) |
| 西街少年       | Westside Story                            |                                    |
| 千金百分百     | 100% Senorita                             |                                    |
| 紫禁之巔       | Top of the Forbidden City                 |                                    |
| 愛上千金美眉   | In Love with a Rich Girl                  |                                    |
| 格鬥天王       | Mr. Fighting                              |                                    |
| 王子變青蛙     | Prince Who Turns Into a Frog              |                                    |
| 愛情魔髮師     | The Magicians of Love                     |                                    |
| 剪刀石頭布     | A Game About Love (Rock, Paper, Scissors) |                                    |
| 食神           | God of Cookery                            |                                    |
| 魔劍生死棋     | The Sword and the Chess of Death          |                                    |
| 惡女阿楚       | Mean Girl Ah Chu                          |                                    |
| 櫻野三加一     | Ying Ye 3+1                               |                                    |
| 愛情，兩好三壞 | Full Count                                |                                    |
| 歡喜來逗陣     | Your Home Is My Home                      |                                    |
| 真情满天下     |                                           |                                    |
| 魔女18號       |                                           |                                    |